# Поповское (Великоустюгский район)
Поповское — деревня в Великоустюгском районе Вологодской области.
Входит в состав Шемогодского сельского поселения, с точки зрения административно-территориального деления — в Шемогодский сельсовет.
Расстояние по автодороге до районного центра Великого Устюга — 20 км, до центра муниципального образования Аристово — 3 км. Ближайшие населённые пункты — Угол, Федоровское, Козлово, Вепрево.
По переписи 2002 года население — 5 человек.